# MS Radzionków

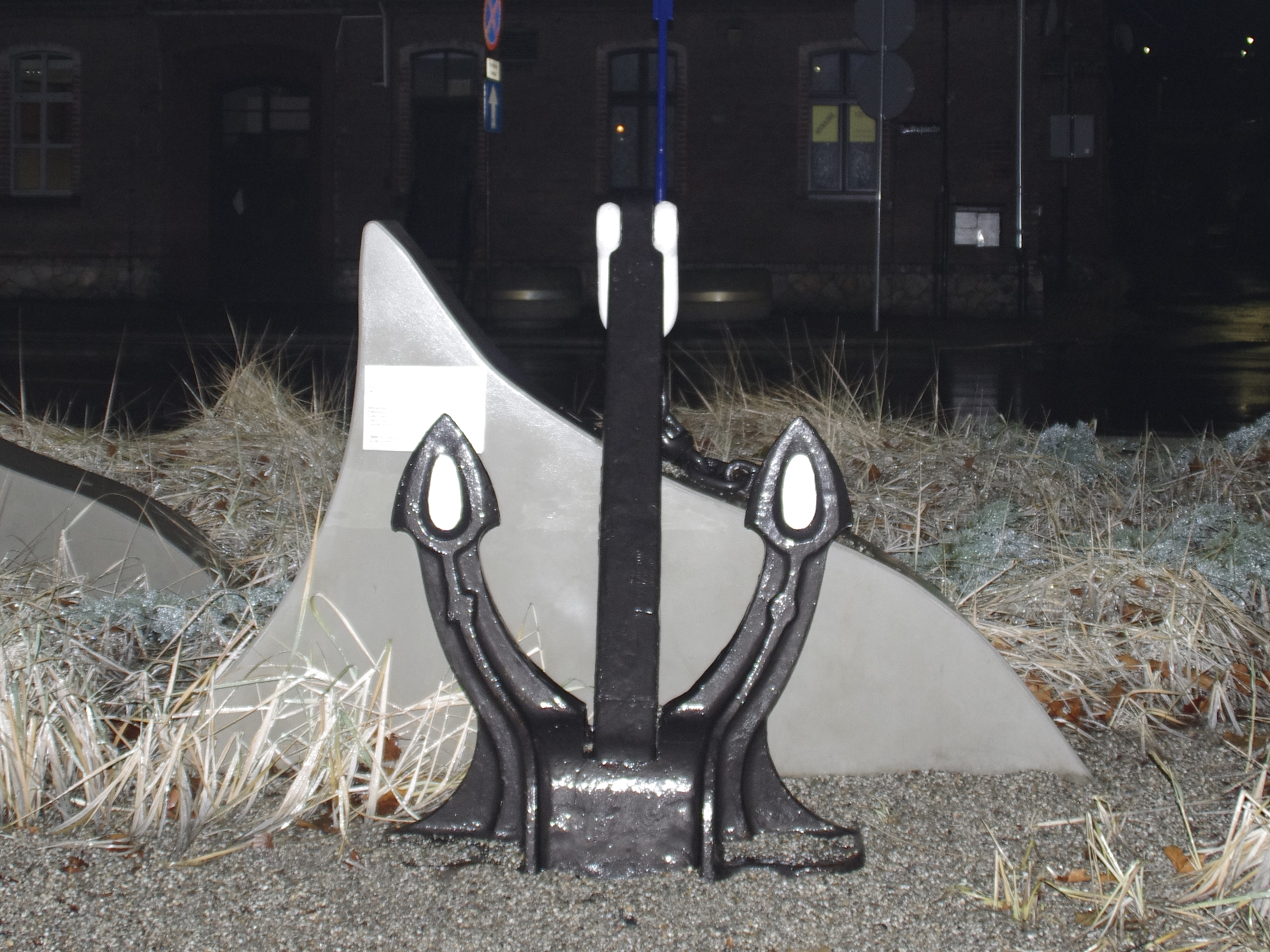
Kotwica Halla z wyposażenia MS Radzionków na placu Letochów w Radzionkowie (2018)

MS Radzionków (m/s „Radzionków”; m.s. „Radzionków”, M.S. „Radzionków”) – uniwersalny drobnicowiec przeznaczony do transportu kontenerów, ładunków chłodzonych i masowych. Pływał w Polskich Liniach Oceanicznych do września 1998 roku, głównie na wodach basenu Morza Śródziemnego. Przez cały okres eksploatacji nawiązana była ścisła współpraca pomiędzy pracownikami Kopalni „Radzionków” a marynarzami. Głównym konstruktorem statku był inż. Roman Lis ze Stoczniowego Biura Konstrukcyjnego. Autorem rozwiązań architektonicznych był inż. Wł. Szczepański. Został zwodowany 15 lipca 1972 roku w Szczecinie w Stoczni im. Adolfa Warskiego. Podniesienie polskiej bandery odbyło się 11 stycznia 1973 roku na Nabrzeżu Wiślanym w Gdańsku. W 2006 roku został zezłomowany.

## Dane techniczne
Załoga: 33 osoby (dodatkowo 8 pasażerów rozlokowanych w dwuosobowych kabinach)
Długość całkowita statku: 123,9 metry
Szerokość na wręgach: 17 metrów
Wysokość do pokładu górnego: 9,8 m
Zanurzenie do znaku wolnej burty: 7,32 m
Prędkość: 16 węzłów
Nośność: 6300/5100 ton
Pojemność: 5602/3696 BRT
Zasięg pływania: nieograniczona z wyjątkiem stref podbiegunowych
Pierwszy kapitan: Władysław Smoleń
Bliźniacze statki: m/s Garwolin, m/s Ostrołęka oraz m/s Wieliczka

## Konstrukcja
Zamontowano 7 bomów o udźwigu do 40 ton, żurawie o udźwigu 5 ton. Zastosowane żurawie pokładowe były o napędzie elektrycznym ze sterowaniem bez stycznikowych i sterowanie siłownią, umożliwiało to jednoosobową obsługę przez 16 godzin na dobę.
Charakterystyczną cechą kadłuba był gruszkowy dziób, kadłub z lodowym wzmocnieniem trzeciej klasy, wzmocnione dna ładowni.
Posiadał: 4 ładownie, 1 ładownia chłodzona, 2 radary pokazujące obraz rzeczywisty pozwalający na dokładniejszą lokalizację ruchomych punktów na kursie statku.

## Matka Chrzestna Statku
Matką Chrzestną „Radzionkowa” została Emilia Bacia, urodzona 8 maja 1936 roku w Woźnikach Śląskich. Mieszkanka Radzionkowa, żona długoletniego zasłużonego górnika Kopalni Węglą Kamiennego „Radzionków”. Pracowała w Urzędzie Pocztowym w Radzionkowie na stanowisku asystenta, następnie w Zjednoczeniowym Ośrodku Informatyki przy Kopalni Węgla Kamiennego „Powstańców Śląskich” przy obliczaniu zarobków. Jako matka chrzestna statku współpracowała z młodzieżą Szkoły Podstawowej nr 23 w Bytomiu propagując wiedzę o pracy i życiu marynarzy na morzu. Pani Emilia Bacia jest członkinią Klubu Matek Chrzestnych Armatorów Wybrzeża Gdańskiego.

## Miscellanea
Statek M/S „Radzionków” był pierwszym statkiem budowanym w Stoczni Szczecińskiej według przepisów i pod nadzorem Lloyd`s Register of Shipping.
Na dziobnicy statku został naspawany, obowiązujący wówczas herb miasta Radzionków.
20 grudnia 1973 roku, jako pierwszy statek dotarł do portu w Aleksandrii z zaopatrzeniem dla polskiego kontyngentu misjii UNEF II (Doraźne Siły Narodów Zjednoczonych).
Jako pierwszy po wojnie izraelsko-egipskiej zawinął do portu Aszdod w Izraelu.
Nazwy statku u zagranicznych armatorów:
1998-2000 - „Mareeg”
2000-2005 - „Polymok”
2005-2006 - „Hero 1”
Pamiątki z wodowania statku: toporek, beczółka oraz korek z szampana rozbitego o burtę statku.
Na wspomnienie statku, w Radzionkowie 11 czerwca 2016 roku odsłonięto pamiątkową kotwicę, typu będącego na wyposażeniu statku M/S „Radzionków”. Jest to kotwica typu Halla z ruchomymi ramionami o wadze 900 kg (właściwa waga kotwicy na statku to 3180 kg).
31 stycznia 2017 roku odbyła się promocja książki „M/S Radzionków historia statku i ludzi”. Honorowymi gośćmi, którzy podpisywali publikację byli: autor książki pan Marek Wrodarczyk, Matka Chrzestna statku pani Emilia Bacia oraz marynarz pierwszej załogi pan Jan Wieczorek.